# Kepler-186
Kepler-186 är en röd dvärg – en stjärna i huvudserien av klassen M1V, som befinner sig omkring 493 ± 59 ljusår bort i stjärnbilden Svanen. Stjärnan är något svalare än Solen och har omkring hälften av dess metallicitet. Den omges av fem kända planeter, däribland den första kända jordliknande värld, som uppehåller sig i den beboeliga zonen: Kepler-186f. De fyra andra planeterna Kepler-186 b, c, d och e kretsar för nära stjärnan och är alltför heta, för att kunna ha flytande vatten. Dessa fyra planeter har troligtvis en bunden rotation, medan Kepler-186f är tillräckligt långt utanför modersolens gravitation för att kunna upprätthålla en egen rotation.